# Bitwa morska koło przylądka Rhion
Bitwa morska koło przylądka Rhion – starcie zbrojne, które miało miejsce w roku 429 p.n.e. w pierwszej fazie II wojny peloponeskiej – tzw. wojnie archidamijskiej (431–421 p.n.e.).
W roku 429 p.n.e. z Patrai wypłynęła flota spartańska, która u wybrzeży Etolii natknęła się na ateńską flotę pod wodzą Formiona. Spartanie, których siły liczyły 47 okrętów, w zamiarze uniknięcia walnej bitwy płynęli w całkowitej ciszy, obawiając się bardziej doświadczonego przeciwnika, mimo liczebnej przewagi nad flotą ateńską.
Po napotkaniu Ateńczyków ustawili swoje okręty w kolistym szyku obronnym, umieszczając wewnątrz okręty z wojskiem, podczas gdy rezerwę stanowiło pięć najszybszych trier. Zbliżając się do przeciwnika Ateńczycy rozpoczęli manewr okrążający, lecz Formion oczekiwał też na odpowiedni wiatr, który mógł okazać się jego sprzymierzeńcem. Nadejście silnego wiatru istotnie spowodowało zamieszanie w szyku nieprzyjaciela, gdy jego okręty wyłamywały się z obronnego koliska, wpadając wzajemnie na siebie. Wówczas Ateńczycy rozpoczęli atak, niszcząc już na początku jednostkę dowodzenia i powodując u zaatakowanego przeciwnika wybuch paniki. W starciu tym Ateńczycy zdobyli 12 trier, a reszta okrętów przeciwnika odpłynęła ku wybrzeżom Achai.